# C'Mon People
C'Mon People è una canzone di Paul McCartney dell'album Off the Ground (1993), pubblicata lo stesso anno su un singolo (B-side: I Can't Imagine).

## Descrizione
C'Mon People venne registrata nel corso della principale ondata di sedute per l'album, che andò da inizio dicembre 1991 a luglio dell'anno seguente; in quegli otto mesi vennero registrate undici delle tredici tracce che compongono Off the Ground, assieme a quasi lo stesso numero di inediti. La canzone, la dodicesima dell'LP, ufficialmente chiude il disco, ma è in realtà seguita da Cosmically Conscious, composta venticinque anni prima, che appare come ghost track. Off the Ground venne pubblicato ad inizio febbraio 1993, e riscosse molto successo commerciale, ma non altrettanto critico. Il making-of del suo videoclip, assieme a quello di Hope of Deliverance, appare nello speciale Movin' On, trasmesso il 4 aprile, che mostra inoltre l'ultimo mese di lavorazione all'album; il video era stato girato nel gennaio 1993, ed era diretto da Kevin Godley, un ex-membro dei 10cc, che non suona su Off the Ground. C'Mon People fu un pezzo molto stabile nel The New World Tour (1993), venendo suonata in quasi tutti i concerti; un'esecuzione, registrata il 31 maggio a Kansas City, è apparsa come quindicesima traccia di Paul Is Live (1993), dov'è posta tra due composizioni firmate Lennon-McCartney, Magical Mystery Tour e Lady Madonna.

## Il singolo
Quarantottesimo singolo per Macca, venne pubblicato su tre formati diversi con un differente tracklisting. Il 7" conteneva, come b-side, I Can't Imagine, non inclusa su Off the Ground. Vennero pubblicati due CD differenti: uno conteneva una terza traccia, un mixaggio intitolato Deliverance, realizzato da Steve Anderson, mentre il secondo quattro tracce, con l'aggiunta di Keep Coming Back to Love e Down to the River ai brani del vinile. I numeri di serie del 7" e dei CD erano rispettivamente R 6338, CD R 6338 e CD RS 6338; l'SP venne pubblicato con una copertina, nella quale si legge, come sottotitolo di C'Mon People, "We've got a future" ("Abbiamo un futuro"), un verso del brano.
Il singolo arrivò alla 41ª posizione delle charts britanniche, dove rimase per sole tre settimane, ma non entrò in quelle statunitensi, sebbene l'SP fosse stato pubblicato anche negli USA. L'unica altra posizione nota è un'altra 41° in Germania.